# Peter Wolf

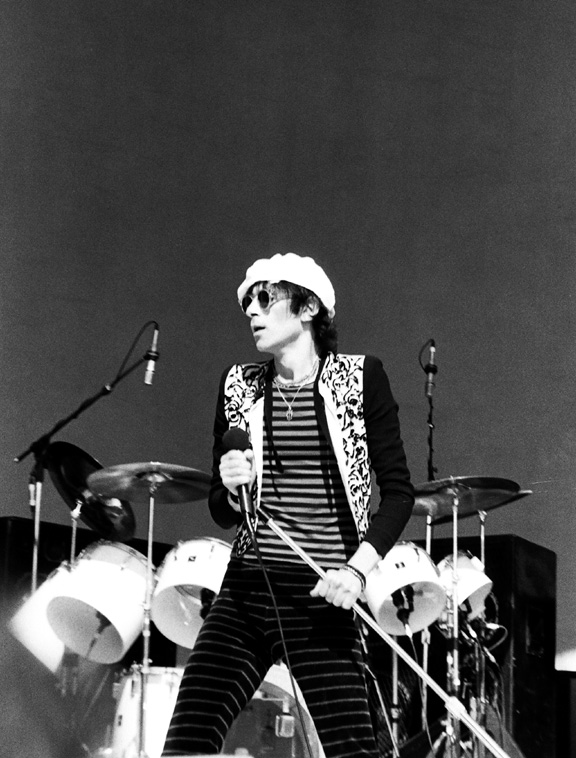
Peter Wolf.

Peter Wolf, född Peter Walter Blankfield den 7 mars 1946 i The Bronx i New York, är en amerikansk rocksångare och låtskrivare, främst känd för sitt medlemskap i musikgruppen The J. Geils Band där han var ledsångare under åren 1968–1983. Wolf medverkade även i flera återföreningar av gruppen fram till 2010-talet. Han debuterade som soloartist 1984 med albumet Lights Out där titelspåret blev en ganska stor hit. 1987 var han en av de medverkande i Artists United Against Apartheid på låten "Sun City", som var en protestlåt mot Sydafrikas apartheidsystem. Flera soloalbum följde senare och det senaste utkom 2016.
Han var under åren 1974–1979 gift med skådespelaren Faye Dunaway.

## Diskografi, soloalbum
- Lights Out, 1984
- Come As You Are, 1987
- Up to No Good, 1990
- Long Line, 1996
- Fool's Parade, 1998
- Sleepless, 2002
- Midnight Souvenirs, 2010
- A Cure for Loneliness, 2016